# Bandung (Wonosegoro)
Bandung is een bestuurslaag in het regentschap Boyolali van de provincie Midden-Java, Indonesië. Bandung telt 2940 inwoners (volkstelling 2010).